# Munichion
Munichion (altgriechisch Μουνυχιών oder Μουνιχιών) war ein Monat des attischen Kalenders. 
Er war der zehnte Monat des attischen Kalenders, im julianischen Kalender entspricht ihm etwa der März/April. Plutarch zufolge wurde der Name zu Ehren von Demetrios I. Poliorketes am Ende des 4. Jahrhunderts v. Chr. in Demetrion geändert. Da der Name Munichion jedoch weiter in Benutzung war, hat sich neue Name entweder nur kurz gehalten oder die Überlieferung Plutarchs war fehlerhaft.
Während in der klassischen griechischen Literatur gewöhnlich die Schreibweise Μουνυχιών auftritt, findet sich in späterer Literatur und insbesondere in späteren Inschriften die Schreibweise Μουνιχιών.
Der Name des Monats geht auf das Fest Munichia zurück, das am 16. Munichion zu Ehren der Artemis Munichia begangen wurde. Wegen der nur lokalen Bedeutung des Festes wurde der Monatsname nur im attischen Kalender genutzt und ist in keinem anderen ionischen Kalender zu finden.